# Tầng Sinemur
| Hệ/ Kỷ                               | Thống/ Thế   | Tầng/ Kỳ   | Niên đại (Ma) | Niên đại (Ma) |
| ------------------------------------ | ------------ | ---------- | ------------- | ------------- |
| Phấn Trắng                           | Hạ/Sớm       | Berrias    | trẻ/muộn hơn  | trẻ/muộn hơn  |
| Jura                                 | Thượng /Muộn | Tithon     | ~145.0        | 152.1         |
| Jura                                 | Thượng /Muộn | Kimmeridge | 152.1         | 157.3         |
| Jura                                 | Thượng /Muộn | Oxford     | 157.3         | 163.5         |
| Jura                                 | Trung/Giữa   | Callove    | 163.5         | 166.1         |
| Jura                                 | Trung/Giữa   | Bathon     | 166.1         | 168.3         |
| Jura                                 | Trung/Giữa   | Bajocy     | 168.3         | 170.3         |
| Jura                                 | Trung/Giữa   | Aalen      | 170.3         | 174.1         |
| Jura                                 | Hạ/Sớm       | Toarc      | 174.1         | 182.7         |
| Jura                                 | Hạ/Sớm       | Pliensbach | 182.7         | 190.8         |
| Jura                                 | Hạ/Sớm       | Sinemur    | 190.8         | 199.3         |
| Jura                                 | Hạ/Sớm       | Hettange   | 199.3         | 201.3         |
| Trias                                | Thượng /Muộn | Rhaetia    | cổ/sớm hơn    | cổ/sớm hơn    |
| Phân chia Kỷ Jura theo ICS năm 2020. |              |            |               |               |

Tầng Sinemur trong niên đại địa chất là kỳ trung gian của thế Jura sớm, và trong thời địa tầng học thì nó là bậc trung gian của thống Jura dưới. Kỳ Sinemur tồn tại từ ~ 199.3 Ma đến 190.8 Ma (Ma: Megaannum, triệu năm trước).
Kỳ Sinemur kế tục kỳ Hettange, và tiếp sau là kỳ Pliensbach, của cùng thế Jura sớm.
Ở châu Âu kỳ Sinemur, cùng với kỳ Hettange, chứng kiến sự lắng đọng của Nhóm Lias dưới, ở Anh được gọi là Blue Lias.

## Cổ sinh

### Lưỡng cư
| Đơn vị phân loại | Hiện diện | Vị trí                   | Mô tả | Hình ảnh |
| ---------------- | --------- | ------------------------ | --- | -------- |
| - Prosalirus     |           | Hệ tầng Kayenta, Arizona | Hiện tại là loài anura cổ nhất được biết đến, sống tốt trước loài ếch hiện đại đầu tiên được biết đến, Callobatrachus thuộc kỷ Creta. |          |

### Synapsid
| Đơn vị phân loại | Hiện diện | Vị trí         | Mô tả | Hình ảnh |
| ---------------- | --------- | -------------- | ----- | -------- |
| - Bienotherium   |           | Hệ tầng Lufeng |       |          |

#### Mammaliaformes
| Đơn vị phân loại | Hiện diện               | Vị trí              | Mô tả | Hình ảnh |
| ---------------- | ----------------------- | ------------------- | --- | -------- |
| - Hadrocodium    |                         | Vân Nam, Trung Quốc | Ví dụ sớm nhất được biết đến về một số đặc điểm khác biệt với động vật có vú, bao gồm cấu trúc tai giữa và tai giữa giống như động vật có vú và một khoang não tương đối lớn. |          |
| - Kuehneotherium | Từ kỳ Noria đến Sinemur | Greenland và Tây Âu | Symmetrodonta kỷ Trias muộn-Jura sớm. |          |

### Sauropsida

#### †Ichthyosaurs
| Đơn vị phân loại   | Hiện diện                  | Vị trí            | Mô tả | Hình ảnh |
| ------------------ | -------------------------- | ----------------- | --- | -------- |
| - Ichthyosaurus    | Từ kỳ Hettange đến Sinemur | Bỉ, Anh, Đức      | Trong số các chi ichthyosaur được biết đến nhiều nhất, nhỏ hơn hầu hết các họ hàng của nó, có chiều dài là 2 m (6 ft 7 in). |          |
| - Leptonectes      |                            | Châu Âu           | |          |
| - Temnodontosaurus | Kỳ Hettange tới kỳ Toarc   | Trên khắp châu Âu | Một ichthyosaur có chiều dài vượt quá 12 mét (39 ft)                                                                        |          |

#### †Plesiosaurs
| Đơn vị phân loại             | Hiện diện           | Vị trí                      | Mô tả | Hình ảnh |
| ---------------------------- | ------------------- | --------------------------- | --- | -------- |
| - Archaeonectrus             |                     | Hệ tầng Blue Lias, Anh      | rhomaleosaurid pliosaur. |          |
| - Attenborosaurus            |                     | Hệ tầng Blue Lias, Anh      | Một pliosaurid căn bản dài khoảng 5 mét. |          |
| - Eretmosaurus               |                     | Granby, Leicestershire, Anh | Có thể là rhomaleosaurid, pliosaurid, microcleidid hoặc elasmosaurid |          |
| - Plesiosaurus dolichodeirus | Sinemur và kỳ Toarc | Lyme Regis, Dorset, Anh     | Là một loài bò sát biển sauropterygian lớn, dài khoảng 3 đến 5 mét, nó được phân biệt bởi đầu nhỏ, cổ dài và mảnh, thân rộng như rùa, một cái đuôi ngắn và hai cặp mái chèo lớn, dài |          |

#### Archosaurs

##### Crocodylomorpha
| Đơn vị phân loại    | Hiện diện | Vị trí                                               | Mô tả | Hình ảnh |
| ------------------- | --------- | ---------------------------------------------------- | --- | -------- |
| - Dibothrosuchus    |           | Lớp màu đỏ sẫm, thành hệ Lufeng, Vân Nam, Trung Quốc | Dibothrosuchus là một Sphenosuchian, một crocodylomorph căn bản. |          |
| - Eopneumatosuchus  |           | Hệ tầng Kayenta, Arizona                             | Mặc dù có hình thái sọ tương tự với cá sấu, chi này hiện được coi là crocodyliform căn bản mặc dù có nguồn gốc nhiều hơn từ protosuchia.                              |          |
| - Litargosuchus     |           | Nam Phi                                              | Một non-crocodyliform Sphenosuchian crocodylomorph nhỏ. |          |
| - Orthosuchus       |           | Hệ tầng Red Beds, Qacha's Nek Province, Lesotho      | Một chi của loài crocodyliforms protosuchian nhỏ. |          |
| - Phyllodontosuchus |           | Lớp màu đỏ sẫm, thành hệ Lufeng, Vân Nam, Trung Quốc | Sphenosuchian crocodylomorph. Bởi vì một số răng của nó có hình chiếc lá, nó có vẻ không phải là một loài ăn thịt đích thực như hầu hết các loài crocodylomorph khác. |          |

##### †Ornithischians
| Đơn vị phân loại | Hiện diện                  | Vị trí                                                        | Mô tả | Hình ảnh |
| ---------------- | -------------------------- | ------------------------------------------------------------- | --- | -------- |
| - Abrictosaurus  | Từ kỳ Hettange đến Sinemur | Hệ tầng Elliot Thượng, Lesotho và tỉnh Cape, Nam Phi          | Được coi là thành viên cơ bản nhất của họ Heterodontosauridae |          |
| - Bienosaurus    |                            | Hệ tầng Lufeng dưới, Vân Nam, Trung Quốc                      | Một chi đáng ngờ của khủng long thyreophoran. Có thể giống với Tatisaurus . |          |
| - Fabrosaurus    | Từ kỳ Hettange đến Sinemur | Lesotho                                                       | Là hóa thạch duy nhất được biết đến là một phần xương hàm có ba chiếc răng, Fabrosaurus là một loài nomen dubium và trên thực tế có thể giống với Lesothosaurus.                                                        |          |
| - Geranosaurus   |                            | Hệ tầng Clarence, Tỉnh Cape, Nam Phi                          | Với ít di tích còn lại, nó được coi là một dubium nomen. Nó được phân loại là ornithischian dựa trên hàm. |          |
| - Lanasaurus     | Từ kỳ Hettange đến Sinemur | Hệ tầng Elliot Thượng, bang tự do Orange, Nam Phi             | Một heterodontosaurid ornithischian |          |
| - Lusitanosaurus | Dữ liệu còn tranh cãi      | Vị trí không xác định ở Bồ Đào Nha                            | Chỉ được biết đến từ một phần mõm có răng. Lusitanosaurus là một chi khủng long cơ bản lớn thyreophoran, có thể có quan hệ họ hàng gần với Scelidosaurus .                                                              |          |
| - Lycorhinus     | Từ kỳ Hettange đến Sinemur | Hệ tầng Elliot Thượng, Tỉnh Cape, Nam Phi                     | Một con khủng long ăn cỏ nhỏ mặc dù có những chiếc răng nanh dài nhưng nó vẫn có hàm của nó; do đặc điểm độc đáo này, nó rất rõ ràng là liên minh với Heterodontosaurus                                                 |          |
| - Merosaurus     |                            | Nước Anh                                                      | Bị tranh chấp, bị một số người coi là tetanuran theropod |          |
| - Scelidosaurus  | Từ kỳ Hettange đến Sinemur | Charmouth, West Dorset, Anh; Hệ tầng Kayenta, Arizona, Hoa Kỳ | Một chi khủng long ăn cỏ bốn chân, mạ nhẹ, dài khoảng 4 mét (13 foot). Một thành viên cơ bản của Thyreophora. |          |
| - Scutellosaurus | Sinemur                    | Hệ tầng Kayenta, Arizona, Hoa Kỳ                              | Một trong những đại diện sớm nhất của khủng long bọc thép và dạng cơ bản nhất được phát hiện cho đến nay. Đó là một loài động vật ăn cỏ nhỏ, xây dựng nhẹ, sống trên mặt đất, có thể phát triển dài tới 1,2 m (3,9 ft). |          |
| - Stormbergia    | Từ kỳ Hettange đến Sinemur | Hệ tầng Loạt Stormberg Series, Nam Phi, Lesotho               | Một ornithischian nguyên thủy, dài khoảng 2 mét (6 foot 7 inch). Tỷ lệ của các chi sau cho thấy sự khác biệt với tỷ lệ của Lesothosaurus và cho thấy khả năng chạy thấp hơn                                             |          |
| - Tatisaurus     |                            | Hệ tầng Lufeng, Vân Nam, Trung Quốc                           | Tatisaurus là một chi khủng long ornithischian căn bản từ Trung Quốc. Người ta còn ít biết rằng những phần còn lại là mảnh vụn nhưng nó có khả năng là một thyreophoran liên quan đến Scutellosaurus và Scelidosaurus . |          |

##### Theropoda
| Đơn vị phân loại           | Hiện diện                 | Vị trí                                                      | Mô tả | Hình ảnh |
| -------------------------- | ------------------------- | ----------------------------------------------------------- | --- | -------- |
| - Coelophysis kayentakatae | Sinemur                   | Hệ tầng Kayenta, Arizona, Hoa Kỳ                            | Là loài động vật chân đốt có kích thước trung bình, C. kayentakatae có hai mào nhỏ, song song có thể chứng tỏ một bước tiến hóa đối với các loài động vật chân lông mới hơn và lớn hơn, chẳng hạn như Dilophosaurus và Sinosaurus lớn hơn và cao cấp hơn. |          |
| - Dilophosaurus            | Sinemur đến kỳ Pliensbach | Arizona, Hoa Kỳ                                             | Dài khoảng 6 mét (20 ft) và có thể nặng nửa tấn. Đặc điểm đặc biệt nhất của Dilophosaurus là cặp mào tròn trên hộp sọ của nó, có thể được dùng để trưng bày.                                                                                              |          |
| - Sarcosaurus              | Sinemur                   | Leicestershire, Anh                                         | Đo dài khoảng 3,5 mét (11 foot). Đặc điểm đặc biệt nhất của Sarcosaurus là xương chậu của nó rất giống với Dilophosaurus |          |
| - Saltriovenator           | Sinemur sớm               | Saltrio, Bắc Ý                                              | Có kích thước 7,5 mét và nặng một tấn. Đó là một Ceratosaur cơ bản. |          |
| - Sinosaurus triassicus    | Sinemur                   | Thành viên Zhangjiawa, thành hệ Lufeng, Vân Nam, Trung Quốc | Sinosaurus là một động vật chân đốt tetanuran. Nó có chiều dài khoảng 5,6 mét. |          |